# Arcisate
Arcisate är en ort och kommun i provinsen Varese i regionen Lombardiet i Italien. Kommunen hade 10 066 invånare (2018).